# Diversità sessuale
La diversità sessuale e di genere (DSG) o semplicemente diversità sessuale è un termine usato per riferirsi in maniera inclusiva a tutta la diversità di sessi, orientamenti sessuali e identità di genere, senza necessità di specificare ognuna delle identità, comportamenti e caratteristiche che conformano questa pluralità.
In Occidente, abitualmente sono utilizzati classificazioni semplici e ermetiche intorno al sesso (uomini, donne e intersessuali), all'orientamento sessuale (eterosessuali, omosessuali e bisessuali) e all'identità di genere (transgeneri e cisessuali), riuniti nell'acronimo LGBTI (lesbiche, gay, bisessuali, transgeneri/transessuali e intersessuali). Ciò nonostante, altre culture possiedono maniere differenti di capire il sistema sessuale. Oltretutto, negli ultimi decenni diverse teorie della sessuologia sono diventati popolari come la teoria di Kinsey e la teoria queer, proponendo che questa classificazione risulta insufficiente per descrivere la complessità della sessualità nella specie umana, e incluso anche in altre specie animali.
Per esempio, può essere che le persone sperimentino un orientamento sessuale intermedio tra eterosessuale e bisessuale (eteroflessibile) o tra omosessuale e bisessuale (omoflessibile) o che questo vari nel tempo, o che include attrazione verso altri generi a parte gli uomini e donne (pansessuale). In altre parole, la bisessualità ha una grande diversità di tipologie e preferenze che variano da una completa heterosessualità a una completa omosessualità (scala di Kinsey).
La diversità sessuale anche include alle persone intersessuali, che nascono con una varietà di caratteristiche intermedie tra uomini e donne. Oltretutto anche includono tutte le identità transgeneri e transessuali che non entrano nel sistema di genere binario e che, come l'orientamento sessuale, si possono sperimentare in diversi gradi tra la cisessualità e la transessualità, com'è il caso delle persone di genere non-binario.
Infine, la diversità sessuale anche  include alle persone asessuali, chi sperimentano disinteresse nell'attività sessuale; nonché a tutte le persone che considerano che la sua identità non si può definire, chiamate queer nell'ambito anglosassone.
Socialmente si rivendica la diversità sessuale come l'accettazione di qualsiasi forma di essere, con gli stessi diritti, libertà e opportunità nel contesto dei Diritti Umani. In molti paesi si rivendica la visibilità della diversità sessuale nelle marce dell'Orgoglio LGBTI.